# Hans Weber
Hans Weber (Lausanne, 1934. szeptember 8. – Lausanne, 1965. február 10.) svájci labdarúgó-középpályás.
A svájci válogatott tagjaként részt vett az 1962-es labdarúgó-világbajnokságon.